# Jaguares
Jaguares – profesjonalna drużyna rugby XV z siedzibą w Buenos Aires. Drużyna została utworzona na potrzeby ligi Super Rugby zrzeszającej najlepsze kluby z półkuli południowej. Był to kolejny krok, po włączeniu reprezentacji Argentyny do The Rugby Championship w 2012 roku mający na celu popularyzację i dalsza profesjonalizację rugby w Argentynie. W debiutanckim sezonie 2016 klub zajął 3 miejsce w konferencji południowoafrykańskiej 1 i 13 w klasyfikacji generalnej choć byli stawiani w roli czarnego konia rozgrywek. W klubie występują wyłącznie sami Argentyńczycy którzy występują również w reprezentacji (poza nielicznymi wyjątkami tylko zawodnicy grający w Argentyńskich klubach mogą występować w reprezentacji).

## Wyniki
| Turniej     | Sezon | Pozycja | Źródło |
| ----------- | ----- | ------- | ------ |
| Super Rugby | 2018  |         |        |
| Super Rugby | 2017  | 10      | [ 7 ]  |
| Super Rugby | 2016  | 13      | [ 8 ]  |